# 叶山
叶山（かのうさん）は、群馬県神流町にある山。石灰岩の採掘がおこなわれている叶山鉱山があり、ベルトコンベアーで秩父鉄道武州原谷駅に運ばれている。

## 成り立ち

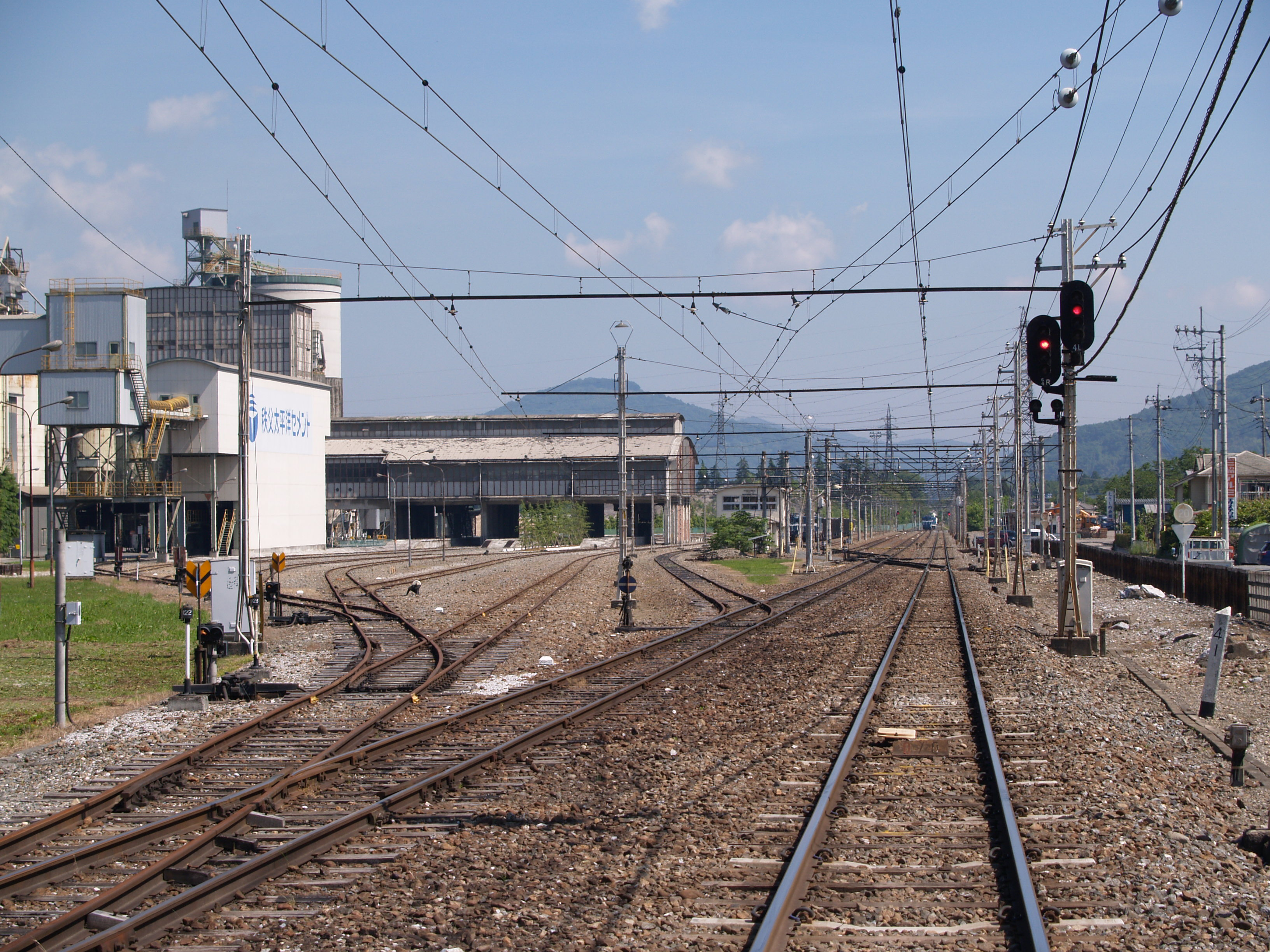
武州原谷駅

秩父帯に属しており、大陸プレートの沈み込みによって、石灰石付加体が山頂に残っている。
武甲山から一直線上に白岩山、二子山、叶山と山頂が石灰石になっている。
秩父太平洋セメントによって1984年（昭和59年）から石灰岩の採掘がおこなわれており、全長23㎞におよぶベルトコンベアーで武州原谷駅に運ばれている。
かつて標高は1106.3mだったが、削られて961.5mとなっている。